# Acantholipes
Acantholipes é um gênero de traça pertencente à família Arctiidae.

## Espécies
- Acantholipes acephala Strand, 1912
- Acantholipes afar Laporte, 1991
- Acantholipes aurea Berio, 1966
- Acantholipes canofusca Hacker & Saldaitis, 2010
- Acantholipes circumdata (Walker, 1858) (ou Acantholipes circumdatus)
- Acantholipes curvilinea Leech, 1900
- Acantholipes germainae Laporte, 1991
- Acantholipes hypenoides Moore, 1881
- Acantholipes juba Swinhoe, 1902
- Acantholipes larentioides Strand, 1920
- Acantholipes namacensis (Guenée, 1852)
- Acantholipes plecopteroides Strand, 1920
- Acantholipes plumbeonitens Hampson, 1926
- Acantholipes regularis (Hübner, [1813])
- Acantholipes regulatrix Wiltshire, 1961
- Acantholipes semiaurea Berio, 1966
- Acantholipes similis Moore, 1879
- Acantholipes singularis Gerasimov, 1931
- Acantholipes tenuipoda Strand, 1920
- Acantholipes trajecta Walker, 1865
- Acantholipes transiens Berio, 1955
- Acantholipes trimeni Felder & Rogenhofer, 1874
- Acantholipes zuboides (Montague, 1914)

## Antigas espécies
- Acantholipes mesoscota Hampson, 1904